# Марина Владі
Марина Володимирівна Полякова-Байдарова (фр. Catherine Marina de Poliakoff-Baïdaroff), відома як Марина Владі (фр. Marina Vlady; нар. 10 травня 1938, Кліші, передмістя Парижа, Франція) — французька кіноакторка, артистка театру та телебачення, співачка, скульпторка, авторка кількох художніх книг.

## Біографія
Молодша із чотирьох дочок виконавця російських і циганських романсів в Парижі Володимира Полякова (який народився у Білорусі). Псевдонім Владі взяла після смерті батька на його честь. Сестри Гелен Вельєр, Оділь Версуа, Ольга Варен теж були акторками.
Навчалася в балетній школі Паризької опери. Тоді ж, у 10-річному віці, почала зніматися в кіно: 1948 року у стрічці «Літня громовиця» зіграла разом зі старшою сестрою Оділь. Першого успіху досягла в фільмі А. Кайята «Перед потопом» (1953).
Європейську славу здобула фільмом «Нечистий, забирайся до пекла» (1955). Тоді ж одружилася з актором Робером Оссейном (його батько — киянин).
Головна роль у французько-шведському фільмі «Чаклунка» 1956 року принесла 17-річній Марині Владі світову славу (стрічка демонструвалась у більшості країн світу). Через 6 років на Каннському кінофестивалі за роль у фільмі «Королева бджіл» (інша назва «Сучасна історія») Владі одержала престижний приз.
Знімалася в стрічках Р. Оссейна: «Пробачте наші образи», «Ти… ненависть», «Ніч шпигунів». 
Потім працювала в кінострічках «Дні кохання» (1954) Джузеппе Де Сантіса, «Вагомі докази» Марка Феррері, «Дві чи три речі, які я знаю про неї» Жана-Люка Годара.
Після високомистецьких стрічок віддала перевагу в основному комерційному кіно: «Принцеса Клевська», «Чарівна ошуканка», «Викрадачі Джоконди».
Знімалась і в фільмах СРСР. 1970 року С. Юткевич запросив Владі на роль коханої А. Чехова Ліки Мізінової.
1980-90-ті роки були найпродуктивнішими в творчому житті: Владі щороку знімалася в фільмах, виступала на сцені, співала, займалась скульптурою. Написала кілька книжок, зокрема, «Мій вишневий сад» (2001).

## Інтернет
- Вірш В. Висоцького, присвячений Марині Владі
- Фото М. Владі [Архівовано 12 травня 2008 у Wayback Machine.]
- Стаття про М. Владі на www.krugosvet.ru [Архівовано 4 липня 2008 у Wayback Machine.]
- М. Владі